# Хауснайндорф
Хауснайндорф (нем. Hausneindorf) — деревня в Германии, в земле Саксония-Анхальт, входит в район Гарц в составе общины Зельке-Ауэ.
Население составляет 784 человека (на 31 декабря 2008 года). Занимает площадь 14,1 км².

## История
Датой основания поселения считается 570 год. В 1140 году герцог Генрих Лев возвёл в Хауснайндорфе крепость Неундорф, в дальнейшем отражённой на гербе.
1 января 2010 года, после проведённых реформ, произошло объединение деревень Хауснайндорф, Веддерштедт и Хетеборн в общину Зельке-Ауэ, а управление Балленштедт/Боде-Зельке-Ауэ было упразднено.